# Stephanie Barron
Stephanie Barron (geboren 24. September 1950 in New York City) ist eine US-amerikanische Kunsthistorikerin und Kuratorin. 

## Leben
Stephanie Barron ist eine Tochter von Manuel H. Barron und Gloria Pequignot. Sie studierte am Barnard College und machte 1973 einen M.A. an der Columbia University.
Sie wurde 1976 associate curator am Los Angeles County Museum of Art, seit 1980 war sie Kuratorin und seit 1993 Ausstellungskoordinatorin des Museums.  Zu den von ihr kuratierten Ausstellungen gehören The Avant-Garde in Russia: New Perspectives, 1980, German Expressionist Sculpture, 1983, German Expressionism: The Second Generation, 1988, David Hockney, 1988, "Degenerate Art": The Fate of the Avant-Garde in Nazi Germany, 1991. Sie war an der Herausgabe von verschiedenen Ausstellungskatalogen beteiligt. 
Barron erhielt 1984 das Bundesverdienstkreuz 1. Klasse und 1992 den Theo Wormland Kunstpreis. Sie wurde 1997 Mitglied der American Academy of Arts and Sciences.
Barron heiratete 1984 den Rechtsanwalt, Kunstsammler und Mäzen Robert Gore Rifkind (1928–2019; The Robert Gore Rifkind Center for German Expressionist Studies). Ihr Sohn Max Rifkind-Barron ist Filmproduzent. 

## Schriften (Auswahl)
- Skulptur des Expressionismus. München, 1984
- Stephanie Barron, Maurice Tuchman: David Hockney: a retrospective. Ausstellung Los Angeles County Museum of Art, Metropolitan Museum of Art, Tate Gallery 1988/1989. New York 1988
  - David Hockney, eine Retrospektive. Dumont, Köln 1988
- (Hrsg.): Expressionismus. Die zweite Generation 1915–1925. Katalog zur Ausstellung/1988+1989. Prestel, München

- German Expressionist Prints and Drawings. 2 Bände. Band 1: Essays von Stephanie Barron, Wolf-Dieter Dube, Alexander Dückers, Peter Guenther, Rose-Carol Washton Lon, Paul Raabe, Robert Gore Rifkind, Ida Katherine Rigby. Band 2: Katalog der Sammlung, Text von Bruce Davis. Los Angeles, München, 1989.

- "Degenerate art" : the fate of the avant-garde in Nazi Germany : [published in conjunction with the exhibition to be held at the Los Angeles County Museum of Art, February 17 - May 12, 1991, and at the Art Institute of Chicago, June 22 - September 8, 1991]. New York, NY : Abrams, 1991
  - Entartete Kunst: Das Schicksal der Avantgarde im Nazi-Deutschland, Ausstellung des Los Angeles County Museum of Art, übernommen vom Deutschen Historischen Museum, Berlin, Altes Museum, 4. März bis 31. Mai 1992, Hirmer-Verlag München 1992, ISBN 3-7774-5880-5
- Stephanie Barron, Sheri Bernstein, Ilene Susan Fort (Hrsg.): Reading California: Art, Image, and Identity, 1900–2000. Los Angeles County Museum of Art, Los Angeles und University of California Press, Berkeley, Los Angeles, London 2000
- Stephanie Barron, Sabine Eckmann (Hrsg.): Kunst und Kalter Krieg. Deutsche Positionen 1945–1989. Los Angeles County Museum of Art, Germanisches Nationalmuseum Nürnberg, Deutsches Historisches Museum Berlin. Dumont, 2009
- Stephanie Barron, Sabine Eckmann (Hrsg.): New Objectivity: Modern German Art in the Weimar Republic 1919–1933. München 2016